# هولمفرد اولسن
هولمفرد اولسن (انگلیسی: Holmfrid Olsson؛ ۲۰ مه ۱۹۴۳ – ۲۷ ژانویه ۲۰۰۹ (aged 65)) ورزشکار ورزش دوگانه اهل سوئد بود.
وی در مسابقات کشوری و بین‌المللی در مجموع برندهٔ ۳ مدال برنز شده‌است.